# グニェズノ
グニェズノ （波: Gniezno [ˈɡɲeznɔ] ( 音声ファイル)（グニェーズノ）；独: Gnesen（グネーゼン））は、ポーランド、ヴィエルコポルスカ県の町で、グニェズノ郡の行政中心地。グニエズノとも書かれることがある。かつてはポズナン県に属した。ポズナンの東方50kmにある。
名はスラブ語の「巣」(gniazdo)を由来としており、古くはグニェズドノ(Gniezdno)と呼ばれていた。

## 歴史
旧石器時代後期より人類の定住がみられた。8世紀、レフ丘とマイデン丘に初期スラヴ人の定住地ができた。10世紀初め、スラヴ神話の聖地がこの場所にあった。レフ丘に940年以前に公の要塞がつくられ、周囲をいくつかの武装した定住地とそうでない開けた定住地とが囲んでいた。

### レフ、チェフ、ルスの伝説
ポーランドの伝承では、「レフ、チェフ、ルスの三兄弟が定住する地を求めて荒野を探険していた。突然、3人は1羽のワシがてっぺんにとまったオークの木が、丘の上に立っているのを見た。レフが言った、この白いワシを、定住地の紋章にしよう、そしてこのカシの周りに私たちの砦をつくろう、と。そしてワシの巣（ポーランド語: gniazdo）にちなんでグニエズドノ（gniezdono）と町を呼んだ。チェフとルスはそれぞれの定住地を求めてさらに旅をした。チェフは南へ向かってチェコの地を発見した。そしてルスは東へ行った（ロシアとウクライナをつくった）。」と語られている。

### ポーランド国家の揺りかご
10世紀、グニェズノは、ポーランド国家を興した初期ピャスト朝の主要な町となった。

### グニェズノ会議
1000年、この地でグニェズノ会議が開催された。当時はポーランド公ボレスワフ1世が治めており、神聖ローマ皇帝オットー3世を迎えた。皇帝と公はグニェズノにポーランド・カトリック教会の大司教区ができたことを祝福し、同時にポメラニアのコウォブジェク、シレジアのヴロツワフ、マウォポルスカのクラクフに司教区をつくった。後に、968年から既に実在していた西ヴィエルコポルスカのポズナンの司教区を認可した。 

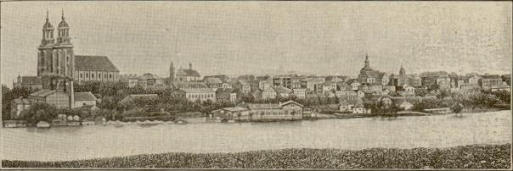
19世紀のグニェズノ

### 王家の戴冠の地

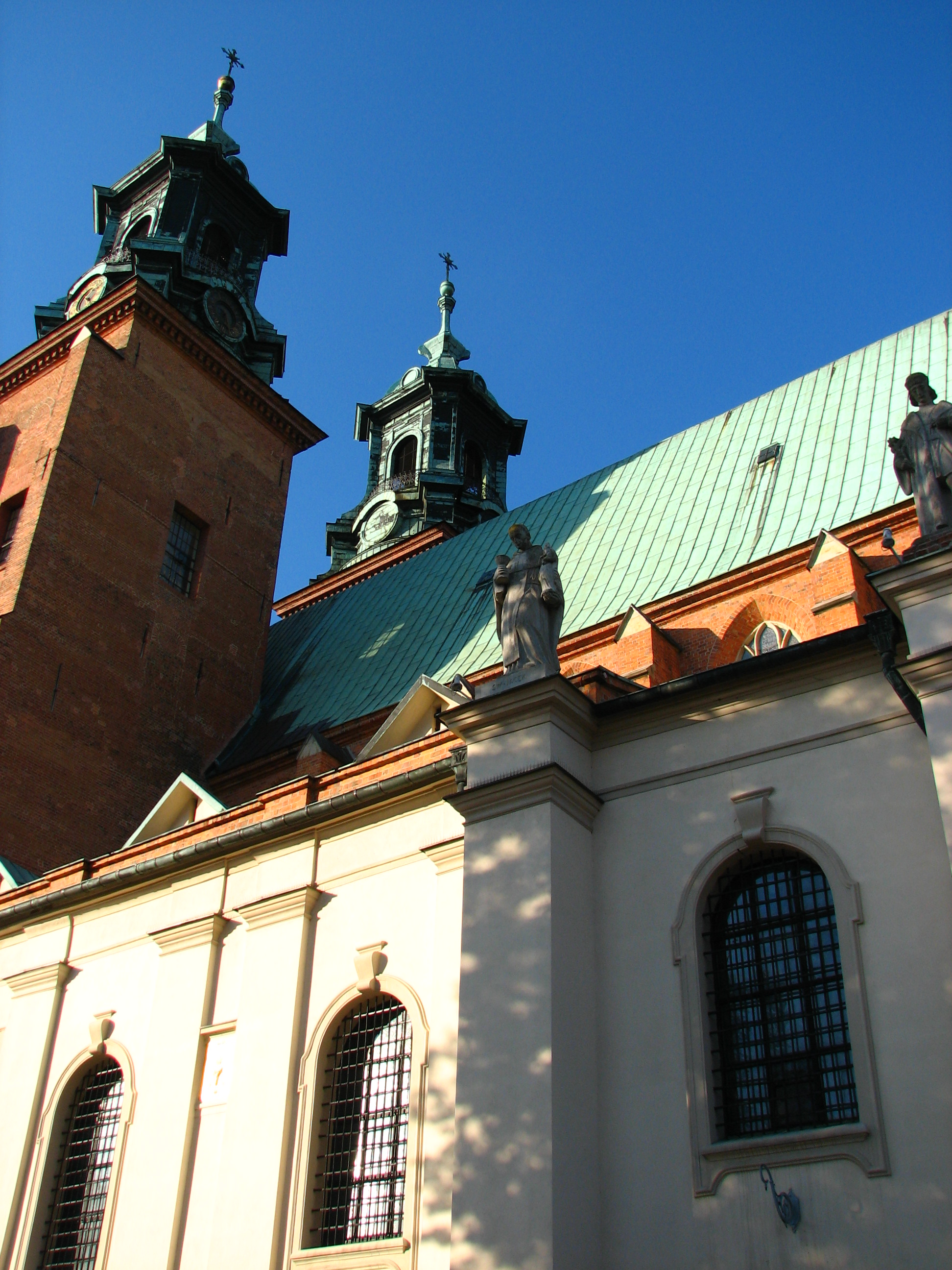
グニェズノ大聖堂

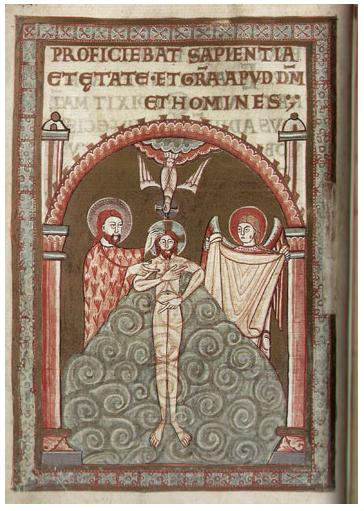
Codex Aureus Gnesnensis

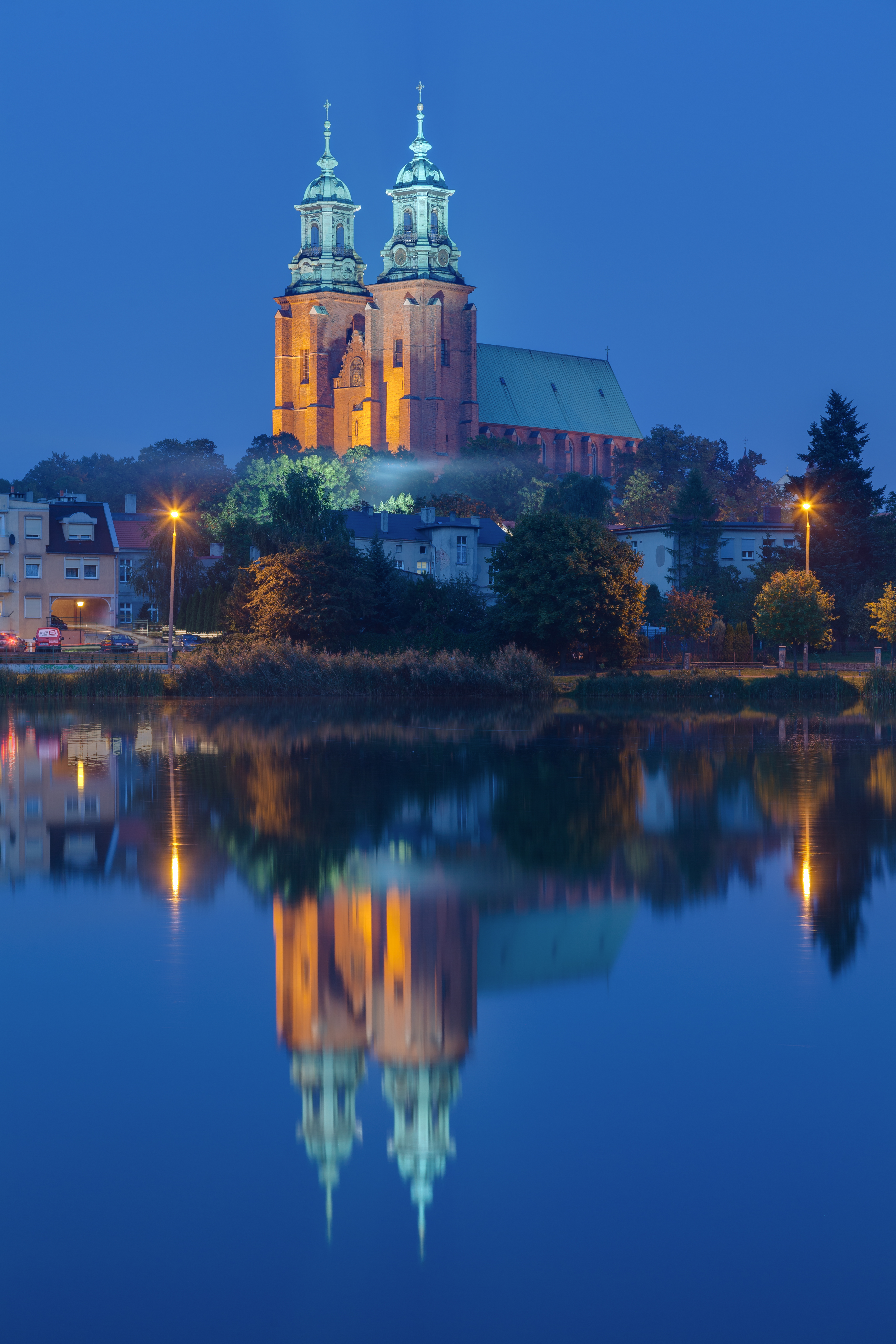
グニェズノ大聖堂

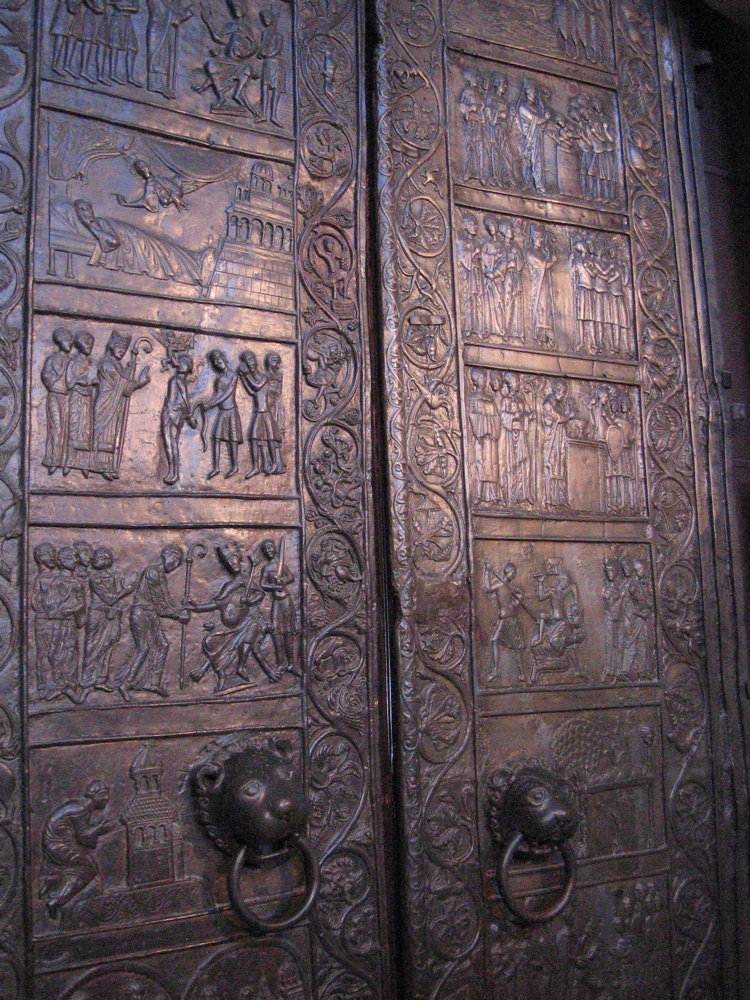
グニェズノの扉:en:Gniezno Doors

10世紀のグニェズノ大聖堂は、1024年のボレスワフ1世と1025年のミェシュコ2世ランベルトの戴冠式の舞台となった。1038年にはボヘミア公ブレチスラフ1世によってグニェズノと近郊のポズナンが略奪にあい破壊された。そのために次代のポーランド君主らは首都をクラクフへ移した。大司教教区制大聖堂は、1076年に戴冠したボレスワフ2世によって再建された。 
続く次の世紀、グニェズノはヴィエルコポルスカ東部の地方中心地に発展し、1238年には自治体の自治権がヴィエルコポルスカ公ヴワディスワフ・オドニツから授けられた。1295年と1300年、再び大聖堂で戴冠式が行われた。

### ヴィエルコポルスカ地方
グニェズノは、ポーランド＝ドイツ騎士団戦争の最中の1331年に、騎士団によって再び破壊された。その後の行政改革で、町はカリシュ県、14世紀から1768年まで続く）の郡となった。1515年と1613年、グニェズノは大火に襲われ、17世紀から18世紀のポーランド＝スウェーデン戦争で町を破壊され、1708年から1710年にはペスト大流行に見舞われた。これらの出来事が原因で人口減少、経済衰退につながったが、18世紀の間にグニェズノはすぐに復興し、1768年にはグニェズノ県となった。

### プロイセンの中で
1793年の第二次ポーランド分割でグニェズノはプロイセン王国に併合され、南プロイセン州の一部となった。ナポレオン戦争の間はワルシャワ大公国に含まれたが、ウィーン会議後の1815年にプロイセンに復帰した。グニェズノはその結果、ポズナン大公国のグネーゼン地区として支配された。ヴェルサイユ条約後の1920年1月10日、町はポーランド共和国の一部となった。

### 第二次世界大戦
1939年10月26日、ポーランド侵攻によってナチス・ドイツはグニェズノを併合し、ドイツ国のライヒスガウ・ヴァルテラントとなった。1945年1月、赤軍が町を占領、ポーランドに復帰した。 

## グニェズノ大司教
カトリック教会のグニェズノ大司教は伝統的に「ポーランド首座司教（Prymas Polski）」とされる。ポーランド分割後、大司教座はしばしば別の地ポズナン、ワルシャワの司教座と組み合わされた。1992年、ローマ教皇ヨハネ・パウロ2世はポーランド位階制度を再編し、グニェズノはもう一度大司教とは別の司教を抱えることになった。グニェズノ、ワルシャワの各大司教を歴任し、ワルシャワ大司教職を兼ねたままであった枢機卿ユゼフ・グレムプは、退任するまでポーランド首座司教職にあったが、現職のグニェズノ大司教ヘンリク・ムシンスキは伝統からポーランド首座司教を務めている。

## グニェズノ大聖堂で行われた国王戴冠式
- 1024年12月25日　-　ボレスワフ1世勇敢王
- 1025年12月25日　-　ミェシュコ2世ランベルトと王妃リヘザ・ロタリンスカ
- 1076年12月25日　-　ボレスワフ2世大胆王と王妃ヴィシェスラヴァ・スヴャトスラヴナ
- 1295年6月26日　-　プシェミスウ2世と王妃マルガレーテ・フォン・ブランデンブルク
- 1300年8月　-　ヴァツワフ2世

## 人口の推移
- 1912年：25,339人
- 1980年：62,400人
- 1990年：70,400人
- 1995年：71,000人
- 2006年：70,080人
- 2021年：66,769人

## 姉妹都市
- アナーニ、イタリア
- ウーマニ、ウクライナ
- エステルゴム、ハンガリー
- シュパイアー、ドイツ
- セルギエフ・パサド、ロシア
- ファルケンベリ、スウェーデン
- フェーンダム、オランダ
- ラドヴィリシュキス、リトアニア
- ロスキレ、デンマーク